# 북서울중학교
북서울중학교(北서울中學校)는 대한민국 서울특별시 도봉구 도봉동에 있는 공립 중학교이다.

## 학교 연혁
- 1985년 1월 8일 : 이종록 초대 교장 취임(교감 이해도)
- 1985년 3월 4일 : 제1회 입학식 10학급 670명 배정(남 5학급, 여 5학급)
- 2004년 9월 3일 : 해오름터(체육관) 준공
- 2010년 12월 9일 : 서울형 혁신학교 지정
- 2023년 1월 6일 : 제36회 졸업식(154명)
- 2023년 3월 2일 : 제39회 입학식(신입생 160명 입학)
- 2023년 9월 1일 : 제13대 정영순 교장 취임

## 참고 자료
- 북서울중학교 - 한국교육학술정보원 학교알리미